# Anna de Dinamarca

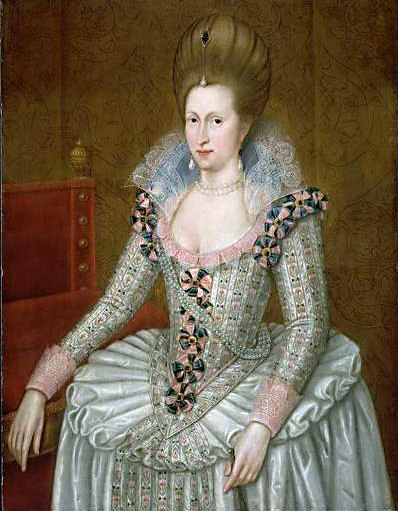
Retrat d'Anna de Dinamarca el 1605, al Museu Marítim Nacional de Londres

Anna de Dinamarca (en danès Anna af Danmark) va néixer al palau de Skanderborg (Dinamarca) el 12 de desembre de 1574 i va morir al palau londinenc de Hampton el 2 de març de 1619. Era una princesa danesa de la Casa d'Oldenburg, la segona filla del rei Frederic II de Dinamarca (1534-1588) i de Sofia de Meckenburg (1557-1631).
Pel seu casament amb príncep de Gal·les Jaume I d'Anglaterra i VI d'Escòcia va esdevenir reina consort d'Anglaterra i d'Escòcia, coronada com a reina a l'abadia de Westminster el 25 de juliol de 1603. Abans, el 17 de maig de 1590 havia estat coronada a l'abadia de Holyrood com a reina d'Escòcia. Poc després de casar-se, va renunciar a la religió luterana per convertir-se al catolicisme, cosa que desagradà profundament els seus súbdits escocesos, que eren prebiterians, i també dels anglesos, anglicans.
De caràcter independent, s'anà distanciant del seu marit fins a viure separats, i entre 1593 i 1595, Jaume I es va vincular sentimentalment amb Anne Murray. A Londres, Anna es va convertir en mecenes de les arts i la seva Cort va ser un dels centres culturals d'Europa.

## Matrimoni i fills
Amb només catorze anys, el 20 d'agost de 1589 es va concertar el seu casament amb el príncep de Gal·les Jaume I, fill de Henry Stuart (1545-1567), duc d'Albany, i de Maria Stuart, (1542-1587) reina d'Escòcia. La cerimònia oficial es va fer, després d'un viatge accidentat d'Anna quan es dirigia cap a Escòcia, a Oslo el 23 de novembre. Fruit d'aquest matrimoni nasqueren: 
- Enric Frederic (1594-1612)
- un fill nascut mort el 1595.
- Elisabet (1596-1662), casada amb Frederic V del Palatinat (1596-1632).
- Margarida (1598-1600)
- Carles (1600-1649), casat amb Enriqueta Maria de França (1606-1669).
- Robert (1601-1602).
- Fill nascut mort el 1603.
- Maria (1605-1607).
- Sofia, nascuda i morta el 1606.